# 卡瓦
卡瓦，是西班牙加泰罗尼亚莱里达省的一个市镇。 总面积42平方公里，总人口54人（2001年），人口密度1人/平方公里。